# Shiori Asaba
Shiori Asaba –en japonés, 浅羽栞, Asaba Shiori– (4 de agosto de 2000) es una deportista de Japón que compite en natación. Ganó dos medallas en los Juegos Olímpicos de la Juventud de 2018, oro en 200 m braza y bronce en 4 × 100 m libre.